# Fahnesköld
Fahnesköld är en utdöd svensk adlig ätt, nr 511. Kapten-Löjtnant Sven Pedersson adlades till Fahnesköld den 28 januari 1648.
Sven fick en dotter och två söner; Lars och Peter. Ryttmästare Lars gifte sig med Agneta Svärdsköld, dotter till Lars Svärdsköld nr 334, men de fick inga barn.
Peter förde ätten vidare en generation med hustrun Helena Catharina Silfversvärd, dotter till kaptenen Olof Silfversvärd nr. 184 och Anna Svinhufvud nr. 199. De fick sex barn:
- Sven, ogift. Skjuten vid Slaget vid Malatitze den 31 augusti 1708
- Carl Magnus, ogift. Skjuten även han vid Malatitze 1708.
- Leonhard, ogift. Skjuten vid Slaget vid Poltava 29 juni 1709.
- Ulric, ogift. Skjuten vid Malatitze 1708.
- Lorentz - Togs som krigsfånge vid Poltava och fördes till Tobolsk. Dog ogift i Ryssland och med honom utgick ätten på svärdssidan.
- Anna Catharina - Gifte sig 1720 med Kornetten Fredric Uggla nr. 100. Avled nyss fyllda 45 år den 31 mars 1735.